# Joan Smalls

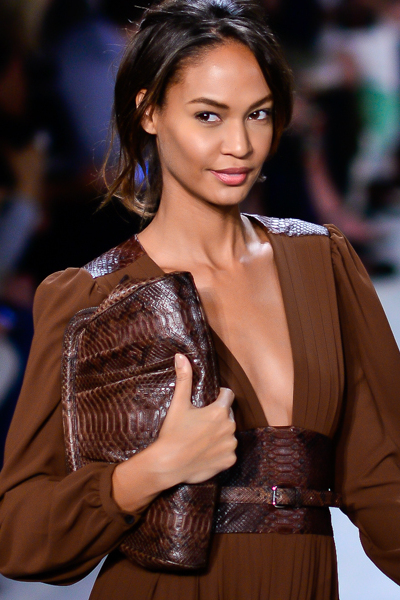
Joan Smalls 2013.

Joan Smalls, född 11 juli 1988 i Hatillo, Puerto Rico, är en puertoricansk fotomodell. Hon har kandidatexamen i psykologi från Universidad Interamericana de Puerto Rico.
År 2007 fick Smalls ett kontrakt med Elite Model Management i New York och år 2009 bytte hon modellagentur till IMG Models. Ett viktigt genombrott på hennes karriär var när hon 2010 först anlitades av modehuset Givenchy.
År 2010 blev Smalls dessutom den första puertoricanska modellen som anlitades i en reklamkampanj av Victoria's Secret. Den andra var Sofía Jirau år 2022.